# ويليام هنري تايلور
ويليام هنري تايلور هو سياسي كندي، ولد في 1848 بسكوغاغ في كندا، وتوفي في 1916 في كندا. انتخب عضو برلمان مقاطعة أونتاريو.